# 赤魷
赤魷（学名：Ommastrephes bartrami），为柔魚科赤魷屬下的一个物种，俗名巴氏狭乌贼、巴氏柔魚、巴特柔鱼。分布于日本群岛、鄂霍次克海、白令海、小笠原群岛、夏威夷群岛、斯里兰卡、查戈斯群岛、马达加斯加岛、西非、地中海、加勒比海、百慕大群岛、纽芬，台灣海峽包括南海等海域，生活环境为海水，常见于外海温暖水域以及表层至千余米。该物种的模式产地在大西洋。